# Michael Tilson Thomas
Michael Tilson Thomas (Los Angeles, 21 dicembre 1944) è un direttore d'orchestra, pianista e compositore statunitense.
Egli è attualmente il direttore principale della San Francisco Symphony Orchestra.

## Biografia

### Primi anni
Tilson Thomas nacque da Ted e Roberta Thomas, rispettivamente direttore di teatro e insegnante di storia. Egli è il nipote di Boris e Bessie Thomashefsky. Studiò all'University of Southern California con Ingolf Dahl. Quando studiava al Friedelind Wagner, Tilson Thomas fu assistente musicale e assistente direttore al Festival di Bayreuth.

### Carriera
Nel 1968 dirige la première nel Berkshire Music Center di Tanglewood a Lenox (Massachusetts) di "Elephant Steps" di Stanley Silverman.
Nel 1969 debuttò dirigendo la Boston Symphony Orchestra, sostituendo, a metà concerto, William Steinberg. Ricoprì la posizione di assistente direttore a Boston fino al 1974 e realizzò diverse registrazioni con l'orchestra per la Deutsche Grammophon (poi rimasterizzate in CD). Fu direttore musicale della Buffalo Philharmonic Orchestra dal 1971 al 1979 e realizzò incisioni per la Columbia Records. Nel periodo che va dal 1971 al 1977, diresse una serie di concerti dedicati ai giovani con la New York Philharmonic. Dal 1981 al 1985 fu direttore ospite principale della Los Angeles Philharmonic Orchestra. Tilson Thomas fondò la New World Symphony a Miami nel 1987, la prima orchestra accademica per giovani musicisti il cui scopo è  “...preparare giovani estremamente specializzati per ricoprire ruoli di direzione d'orchestra in complessi e orchestre in tutto il mondo.” Tilson Thomas rimase nell'ente, ricoprendo attualmente il ruolo di direttore musicale. Dal 1988 al 1995, fu direttore principale della London Symphony Orchestra, e dal 1995 ne è divenuto direttore ospite principale. Nel 1995, divenne direttore musicale della San Francisco Symphony Orchestra.
Tilson Thomas ha diretto una grande varietà di composizioni, ed è un estimatore della musica dei moderni compositori statunitensi, avendo registrato il ciclo completo delle sinfonie di Charles Ives e la prima esecuzione dell'opera di Steve Reich, The Desert Music (1984). La composizione di Reich, The Four Sections (1987) venne commissionata dalla San Francisco Symphony Orchestra e dedicata a Tilson Thomas. Il pezzo venne eseguito in prima mondiale da Tilson Thomas a San Francisco e poi registrato con la London Symphony Orchestra. Egli è altresì noto per le esecuzioni delle opere di Gustav Mahler, e sin dalla morte di Leonard Bernstein viene considerato il principale interprete mondiale delle opere di Aaron Copland. Tilson Thomas ha inciso il ciclo completo delle nove sinfonie di Gustav Mahler con la San Francisco Symphony. Queste registrazioni sono state effettuate con il sistema ad alta risoluzione Super Audio CD sulla etichetta discografica dell'orchestra. In particolare, l'opera   è stata premiata nel 2010 con un Grammy Award come "Miglior album di musica classica".
All'Opera di Santa Fe (Nuovo Messico) nel 1979 dirige Lulu (opera).
All'Opera di Chicago nella stagione 1986/1987 dirige La bohème con Renato Capecchi.
A Salisburgo dirige nel 1988 un concerto con la London Symphony Orchestra, nel 1990 due concerti e nel 1991 il Requiem (Mozart) con Barbara Hendricks.
Nel 1992 ha diretto un concerto al Teatro alla Scala di Milano con Anne-Sophie Mutter e la London Symphony Orchestra.

## Discografia parziale
- Adam: Giselle - London Symphony Orchestra & Michael Tilson Thomas, 1987 SONY BMG
- Adams, Harmonielehre/Short Ride in a Fast Machine - San Francisco Symphony/Tilson Thomas, 2012 San Francisco Symphony - Grammy Award for Best Orchestral Performance 2013
- Beethoven: Symphony No. 5 and Piano Concerto No. 4 - San Francisco Symphony/Michael Tilson Thomas/Emanuel Ax, 2011 San Francisco Symphony
- Beethoven: Late Choral Music - John McCarthy/London Symphony Orchestra/Michael Tilson Thomas/The Ambrosian Singers, 1975 SONY BMG/CBS
- Berlioz: Symphonie Fantastique, Lélio ou le retour à la vie - Michael Tilson Thomas/San Francisco Symphony & Chorus, 2004 BMG/RCA
- Bernstein, On the town - Tilson Thomas/Von Stade/Ramey, 1992 Deutsche Grammophon
- Copland: Appalachian Spring, Billy the Kid & Rodeo - Michael Tilson Thomas & San Francisco Symphony, 2005 Sony/RCA
- Copland: Old American Songs, Canticle of Freedom, Four Motets - Jerold D. Ottley/Michael Tilson Thomas/Mormon Tabernacle Choir/Utah Symphony Orchestra, 1987 SONY BMG/CBS
- Debussy: Le Martyre de Saint Sébastien - Michael Tilson Thomas & London Symphony Orchestra, 1992 SONY BMG
- Debussy: Jeux, la Boite a Joujoux, Prelude a L'Apres Midi D'Un Faune - Michael Tilson Thomas & London Symphony Orchestra, 1992 SONY BMG
- Gershwin: Rhapsody In Blue, An American In Paris & Broadway Overtures - Buffalo Philharmonic/Michael Tilson Thomas, 1976/1985 SONY BMG/CBS
- Ives: Symphonies Nos. 1 & 4 - Chicago Symphony Chorus/Chicago Symphony Orchestra/Michael Tilson Thomas, 1991 SONY BMG
- Ives: Holidays (Symphony) - The Unaswered Question - Central Park In the Dark - Chicago Symphony Orchestra & Michael Tilson Thomas, 1988 SONY BMG
- Mahler: Symphony No. 1 in D Major - Michael Tilson Thomas & San Francisco Symphony, 2002 San Francisco Symphony
- Mahler: Symphony No. 2 in C Minor - Isabel Bayrakdarian/Lorraine Hunt Lieberson/Michael Tilson Thomas/San Francisco Symphony & Chorus, 2004 San Francisco Symphony
- Mahler, Symphony No. 3 in D Minor/Kindertotenlieder - Tilson Thomas/DeYoung/San Francisco Symphony, 2003 San Francisco Symphony - Grammy Award al miglior album di musica classica 2004
- Mahler: Symphony No. 5 - Michael Tilson Thomas & San Francisco Symphony, 2006 San Francisco Symphony
- Mahler, Symphony No. 6 in A Minor - Tilson Thomas/San Francisco Symphony, 2002 San Francisco Symphony - Grammy Award for Best Orchestral Performance 2003
- Mahler, Symphony No. 7 - Tilson Thomas/San Francisco Symphony, 2005 San Francisco Symphony - Grammy Award al miglior album di musica classica e Grammy Award for Best Orchestral Performance 2007
- Mahler: Symphony No. 7 - Michael Tilson Thomas/London Symphony Orchestra/Ian Bousfield, 1999, BMG/RCA
- Mahler, Symphony No. 8 In E-Flat Major & Adagio from Symphony No. 10 - Tilson Thomas/San Francisco Symphony & Chorus, 2009 San Francisco Symphony - Grammy Award al miglior album di musica classica e Grammy Award for Best Choral Performance 2010
- Orff: Carmina Burana - Cleveland Orchestra/Judith Blegen/Kenneth Riegel/Michael Tilson Thomas/Peter Binder, 1975 SONY BMG
- Prokofiev, Romeo And Juliet: Scenes From The Ballet - Tilson Thomas/San Francisco Symphony, 1996 RCA Red Seal – Grammy Award for Best Orchestral Performance 1997
- Prokofiev: Concertos for Piano and Orchestra Nos. 1 & 2 - London Symphony Orchestra/Michael Tilson Thomas/Vladimir Feltsman, 1989 SONY BMG/CBS
- Puccini: Tosca - Eva Marton/Hungarian State Orchestra/José Carreras/Juan Pons/Michael Tilson Thomas, 1990 Sony
- Ruggles: Sun Treader - Schuman: Violin Concerto - Piston: Symphony No. 2 - Boston Pops Orchestra/Michael Tilson Thomas/Paul Zukofsky, 2007 Deutsche Grammophon
- Sibelius: Violin Concerto/Chausson: Poeme - London Symphony Orchestra, Michael Tilson Thomas & Nadja Salerno-Sonnenberg, 1993 Angel/EMI
- Stravinsky, Firebird/Rite Of Spring/Persephone - Tilson Thomas, San Francisco SO, 1999 RCA - Grammy Award al miglior album di musica classica e Grammy Award for Best Orchestral Performance 2000
- Stravinsky: Symphony of Psalms, Symphony In C & Symphony In Three Movements - Michael Tilson Thomas & London Symphony Orchestra, 1993 Sony
- Tchaikovsky: Symphony No. 1 "Winter Dreams"; Debussy: Images - Boston Pops Orchestra & Michael Tilson Thomas, 1971 Deutsche Grammophon
- Villa-Lobos: Alma Brasileira - Michael Tilson Thomas & New World Symphony, 1996 BMG/RCA
- Weill, The Seven Deadly Sins and The Threepenny Opera - Michael Tilson Thomas/London Symphony Orchestra/Julia Migenes, 1988 Sony
- Sarah Vaughan, Gershwin Live! - Tilson Thomas, Los Angeles Philharmonic Orchestra - Grammy Award for Best Jazz Vocal Performance, Female 1983 Columbia
- Elvis Costello: Il Sogno - London Symphony Orchestra & Michael Tilson Thomas, 2004 Deutsche Grammophon